# باتاوی (قبیله آلمانی)
باتاوی (انگلیسی: Batavi) اهالی یک قبیله آلمانی باستانی بودند که در اطراف دلتای راین (رود) در ناحیه‌ای که رومی‌ها آن را باتاویا می‌نامیدند، از نیمه دوم قرن اول قبل از میلاد تا قرن سوم پس از میلاد زندگی می‌کردند.